# Нольте, Ханс-Генрих
Ханс-Генрих Нольте (нем. Hans-Heinrich Nolte; род. 24 мая 1938 года в Ульме) — немецкий историк, специалист по Восточной Европе, почётный профессор истории Восточной Европы исторического факультета Ганноверского университета, представитель мир-системного подхода. Автор многочисленных работ по истории Восточной Европы, России и СССР в контексте мировой истории. Живёт в городе Барзингхаузен.

## Научная деятельность
Нольте изучал историю и немецкую литературу в университетах Марбурга, Мюнстера и Гёттингена. В 1967 году защитил в Гёттингене докторскую диссертацию. В 1970 году стал ассистентом в университете Ганновера, где он остался на кафедре с 1975 года, и в 1980 году назначен профессором истории Восточной Европы. В 2003 году он вышел на пенсию и с 2003 по 2014 год являлся приглашённым профессором современной истории в университете Вены.
Неоднократно посещал в научных целях СССР и Российскую Федерацию. В 1992 году Нольте основал Общество истории мировой системы (Verein für Geschichte des Weltsystems e.V.), члены которого в русле концепции Иммануила Валлерстайна рассматривают мировую историю как развитие единой взаимосвязанной социальной системы. С 2000 года под эгидой Общества и под редакцией Нольте был основан «Журнал мировой истории» («Zeitschrift für Weltgeschichte»), выходящий дважды в год.

## Избранные работы

### Монографии
- Religiöse Toleranz in Russland. 1600—1725. Muster-Schmidt, Göttingen u.a. 1969 (= Dissertation Universität Göttingen 1967).
- «Drang nach Osten». Sowjetische Geschichtsschreibung der deutschen Ostexpansion. Europäische Verlagsanstalt. Köln 1976, ISBN 3-434-20097-5 (= Universität Hannover, Habilitationsschrift 1974, unter dem Titel Erkenntnis und Interesse in der sowjetischen Historiographie am Beispiel von Darstellungen deutscher Ostexpansion).
- Die eine Welt. Abriss der Geschichte des internationalen Systems. Fackelträger, Hannover, 2. überar. u. ergänzte Auflage 1993, ISBN 3-7716-2306-5.
- mit Wolfgang Vetter: Der Aufstieg Russlands zur europäischen Grossmacht, Klett-Cotta, Stuttgart 1994, ISBN 3-12-429900-0.
- Kleine Geschichte Rußlands. Reclam, Stuttgart 1998; 3., erweiterte, aktualisierte und bibliografisch ergänzte Ausgabe unter dem Titel Geschichte Russlands 2012, ISBN 978-3-15-018960-3.
- Weltgeschichte des 20. Jahrhunderts. Böhlau, Wien 2009, ISBN 978-3-205-78402-9 (Rezension bei H-Soz-u-Kult).

### Переводы на русский язык
- Европа в мировом сообществе (до XX в.) // Европейский альманах. История. Традиции. Культура. М., 1993. С. 9—28.
- Русские «крестьянские войны» как восстания окраин // Вопросы истории. — 1994. — № 9. — С. 21—34.
- Нольте, Х.-Х., Полян П. М. Гитлер и Сталин: с кем же жить лучше, с кем веселей? К вопросу о сравнении коммунистической и национал-социалистической диктатур // Неприкосновенный запас, 2003, № 2.
- История мысли: черты сходства между русской и немецкой традицией // История мысли / Под ред. И. П. Смирнова. Вып. 3, 2005. С. 19—32.

### Документы
- Zentrum und Peripherie in Europa aus historischer Perspektive, in: Aus Politik und Zeitgeschichte, Beilage zu Das Parlament, Jahrgang 63.6 (4. Februar 2013) S. 36 — 41., online

### Редакторская деятельность
- Deutsche Migrationen. Lit, Münster 1996, ISBN 3-8258-2724-0.
- Europäische innere Peripherien im 20. Jahrhundert. European internal peripheries in the 20th century. Steiner, Stuttgart 1997, ISBN 3-515-07098-2.
- mit Bernhard Schalhorn und Bernd Bonwetsch: Quellen zur Geschichte Russlands. Reclam, Stuttgart 2014, ISBN 978-3-15-019269-6.
- Zur Kritik der Geschichtsschreibung, Bd. 1 ff. Göttingen 1981 ff. (Musterschmidt) (u.a. I. Al’tman: Der Holocaust in der UdSSR; deutsch 2008, russisch 2002)